# 포켓몬스터 (애니메이션 시리즈)
《포켓몬스터》(ポケットモンスター)는 주식회사 포켓몬의 《포켓몬스터》 시리즈를 기반으로 제작된 일본 애니메이션과 대한민국의 애니메이션이다. 영어판 제목은 《포켓몬 더 시리즈》(Pokémon the Series)이다.
애니메이션 시리즈는 비디오 게임 《포켓몬스터》의 발매에 맞춰 제작돼며, 1997년 첫 시리즈 《포켓몬스터 (1997)》로 시작하여 총 7개의 시리즈가 방영됐다. 주인공은 '포켓몬 마스터'를 꿈꾸는 트레이너 소년 한지우로, 그가 각 시리즈마다 포켓몬 세계의 다양한 지방을 각지에서 만난 동료들과 여행하며 포켓몬 배틀 경기가 열리는 포켓몬 리그에 참가하는 이야기가 주내용이다.
본편 애니메이션 이외에 외전 이야기를 담은 《주간 포켓몬 방송국》가 방영됐으며, 그 외 실사 및 포켓몬 뉴스 등 관련 편성 프로그램으로 《포켓몬스터 앙코르》, 《포켓몬☆선데이》, 《포켓몬 스매시!》, 《포켓몬 겟☆TV》와 《포켓몬의 집 모일래?》가 있다.
《포켓몬스터》 애니메이션 시리즈는 전세계의 일본 애니메이션 진출에 기여한 작품으로 꼽힌다. 2016년 기준으로 전세계 192개국에서 총 1,200편 이상의 에피소드가 방영됐다.
현재 대한민국에서는 만 7세 이용가로 방영중이다.

## 시리즈 구성

### 포켓몬스터
1997년 4월 1일부터 2002년 11월 14일까지 방영했던 작품으로, 동성지방(관동(적/록/청/피카츄), 성도(금/은/크리스탈 버전)과 오렌지제도를 여행했다.
주인공은 한지우, 피카츄, 최이슬, 웅, 관철이다.

### 포켓몬스터 AG
2002년 11월 21일부터 2006년 9월 14일까지 방영했던 작품으로, 호연지방(루비/사파이어/에메랄드)과 동성지방의 관동(배틀 프런티어, 파이어레드/리프그린)을 여행했다.
주인공은 한지우, 피카츄, 웅, 봄이, 정인이다.

### 포켓몬스터 DP
2006년 9월 28일부터 2010년 9월 9일, 2011년 2월 3일까지 방영했던 작품으로, 신오지방(DP 디아루가/DP 펄기아/Pt 기라티나)을 여행했다.
주인공은 한지우, 피카츄, 웅, 나빛나, 팽도리다.

### 포켓몬스터 베스트위시
2010년 9월 23일부터 2013년 10월 3일, 2014년 3월 27일까지 방영했던 작품으로, 하나지방(블랙/화이트/블랙 2/화이트 2)과 데코로라제도를 여행했다.
주인공은 한지우, 피카츄, 아이리스, 덴트다.

### 포켓몬스터 XY
2013년 10월 17일부터 2016년 11월 10일까지 방영했던 작품으로, 칼로스지방(X/Y)을 여행했다.
주인공은 한지우, 피카츄, 세레나, 시트론, 유리카,레이다.

### 포켓몬스터 썬&문
2016년 11월 17일부터 2019년 11월 3일까지 방영했던 작품으로, 알로라지방(썬/문/울트라썬/울트라문)을 여행했다.
주인공은 한지우, 피카츄, 릴리에, 마오, 수련, 키아웨, 마마네다. 리더는레이다

### 포켓몬스터 W
2019년 11월 17일부터 2022년 12월 16일까지 방영했던 작품으로, 지금까지 지우가 여행했었던 6개의 지방뿐만 아니라, 새로운 지방인 가라르지방(소드/실드＋익스팬션 패스)까지 모두 여행했다.
주인공은 한지우, 피카츄, 고우, 채하루다.

### 포켓몬스터 W: 내 꿈은 포켓몬마스터
2023년 1월 13일부터 3월 24일까지 방영했던 작품이자 포켓몬스터 W의 최종장으로, 지우의 마지막 이야기를 다뤘다.
주인공은 한지우, 피카츄, 최이슬, 웅이다.

### 포켓몬스터 (2023년)
2023년 4월 14일부터 방영 중인 작품으로, 전작인 W처럼 7개의 지방뿐만 아니라, 새로운 지방인 팔데아지방(스칼렛/바이올렛＋제로의 비보)까지 모두 여행한다.
주인공은 리코, 로드다.

## 그 외 작품

### 포켓몬스터 THE ORIGIN
2013년 10월 2일에 방영된 에피소드로, 1996년에 발매된 포켓몬스터 레드·그린을 애니화하였다.
주인공은 레드, 리자몽이다.

### 포켓몬스터 XY 특별편 최강 메가진화
포켓몬스터 XY의 번외편으로, TV 도쿄 계열에서 부정기로 방영된 에피소드다.
주인공은 알랭, 리자몽이다.

### 포켓몬 제너레이션즈
2016년 9월 16일에 12월 23일까지 유튜브에서 해외로부터 착신된 웹 에피소드로, TV 애니메이션판과 달리 게임판 내용을 바탕으로 제작되고 있다. 동년 12월 8일부터 2017년 2월 2일까지 일본 더빙판이 착신되고 있다. 한국어 더빙은 2018년 7월 25일에 포켓몬 코리아 공식 채널에서 순차적으로 착신되었다.

### 포켓몬스터 새벽빛의 날개
2020년 1월 15일부터 8월 6일까지 유튜브에서 착신되었다.

### POKÉTOON
2020년 6월 5일부터 유튜브 「포켓몬 Kids TV」에서 착신되었다.

### 포켓몬 에볼루션즈
2021년 9월 9일부터 12월 23일까지 유튜브에서 착신되었다.

### 눈 석이는 보라
2022년 5월 18일부터 6월 22일까지 유튜브에서 착신되었다.

### 포켓몬스터 W 특별편 신이라 불리는 아르세우스
2022년 7월 21일, 28일에 아마존 프라임 비디오에서 착신되었다.

### Pokémon: 정상으로 가는 길
2023년 8월 11일에 유튜브에서 착신되었다.

### 포켓몬스터 방과후의 숨결
2023년 9월 6일부터 12월 13일까지 유튜브에서 착신되었다.

### 포켓몬 컨시어지
2023년 12월 28일에 넷플릭스에서 착신되었다.

## 특이사항
한국판과 일본판은 오프닝 초반부분에 "포켓몬스터! 줄여서 말하면 포켓몬. 이 별에 사는 세상에서 가장 신기한 생물!"이라는 문구가 뜬다. 이는 일본판에서는 성도지방편 방영 도중부터 일본판 4기 오프닝인 '노려라 포켓몬 마스터' 화이트베리 라이브버전에서부터 삽입되기 시작됐고, 한국판에서는 포켓몬스터 베스트위시 한국판 1기 오프닝이자 한국판 전체 8기 오프닝인 'Another challenge'에서부터 삽입되기 시작하였다.

## 반응

### 매출
다음은 하쿠호도가 시장조사한 수치이다.
| 연도         | 일본 내 매출                    | 각주  |
| ------------ | ------------------------------- | ----- |
| 2013         | ¥10.6 billion ($109 million)    | [ 2 ] |
| 2014         | ¥8.2 billion ($77 million)      | [ 3 ] |
| 2015         | 미상                            |       |
| 2016         | 미상                            |       |
| 2017         | ¥10.3 billion ($92 million)     | [ 4 ] |
| 2018         | ¥12.4 billion ($112 million)    | [ 5 ] |
| 2019         | ¥13.4 billion ($123 million)    | [ 6 ] |
| 2020         | ¥17.5 billion ($169 million)    | [ 7 ] |
| 2021         | ¥27.7 billion ($252 million)    | [ 8 ] |
| 2013 to 2021 | ¥100.1 billion+ ($929 million+) |       |

## 참조

### 내용주
1. ↑  최고기획: 무인편–썬&문
2. ↑  무인편, AG (#1–158)
3. ↑  AG (#171–192), DP, 베스트위시
4. ↑  DP (#171–193)
5. ↑  XY
6. ↑  부기획: XY (#94–123). 기획: XY (#124, #141–142), 썬&문. 최고기획: W
7. ↑  부기획: 썬&문 (#52–146). 기획: W (#1–54)
8. ↑  기획: W (#55–현재)
9. ↑  무인편 (#1–157) 총각본.
10. ↑  무인편 (#158–274) 총각본, AG
11. ↑  DP 총각본, DP, 베스트위시, XY
12. ↑  썬&문 총각본
13. ↑  W 총각본